# Cedrorestes
Genre
Espèce
Cedrorestes est un genre fossile de dinosaures iguanodontes du Crétacé inférieur retrouvé en Utah. La seule espèce (et espèce type), Cedrorestes crichtoni, a été nommée et décrite par David Gilpin en 2007. Le nom générique est tiré du latin cedrus (« cèdre ») et du grec oros (« montagne »), d'après la Formation de Cedar Mountain. Le nom spécifique crichtoni a été donné en l'honneur de Michael Crichton.
Le genre est basé sur l'holotype DMNH 47994, constitué de restes retrouvés dans une strate datée du Barrémien de la Formation de Cedar Mountain.